# Gamba
Pour les articles homonymes, voir Gamba (homonymie).
La ville de Gamba est le chef-lieu du département de Ndougou dans la Province de l´Ogooué-Maritime au Gabon. Elle se situe au sud de la lagune Ndougou. Son nom est tiré du Vili « N´gamb » qui veut dire brouillard. Il convient de noter que les autochtones de Gamba sont les vilis, les lumbus et les varamas. Ils sont originaires des régions du Niari et du Kouilou à l'actuelle République Populaire du Congo.

## Histoire
Le département de Ndougou est la réunion du " District de Sétté-Cama/Gamba" et des terres de Yengui. Pendant la période coloniale, les terres de Yengui qui vont de la Plaine IV à Mayonami étaient rattachées à Mayoumba tandis le poste de Sétté-Cama qui allait du village Gamba à Ngowet était rattaché tour à tour à Omboué et à Port-Gentil. 
En 1960, avec l'indépendance du Gabon, le poste de Sétté-Cama devient "District de Sétté-Cama/Gamba" et est rattaché à la Région de l'Ogoué-Maritime, tandis les Terres de Yengui sont rattachées à la Région de la Nyanga.
En 1965, le District de Sétté-Cama/Gamba et les terres de Yengui sont regroupés pour former le nouveau " District autonome de Sétté-Cama/Gamba"et est rattaché directement au ministère de l'interieur.
En 1975, le District autonome de Sétté-Cama/Gamba devient "Département de Ndougou" et est rattaché à la province de l'Ogoué-Maritime.
```
La région de Gamba était peuplée de chasseurs, pêcheurs, cueilleurs regroupés en petits villages dans la zone du lac 
Yenzi
. Avec la découverte d´un champ de pétrole important exploité en collaboration avec 
Shell
, en 1970, la ville de Gamba fut créée, inaugurée en juin 1971 et sa population a très vite évoluée en raison de l´immigration des travailleurs venus de tout le 
Gabon
, principalement des régions de la Nyanga, de la Ngounié et du Moyen-Ogoué. Même si la production de pétrole n'est plus ce qu'elle fut autrefois, Gamba demeure une importante entité sur l'échiquier pétrolier gabonais, car Gamba est l´un des plus importants 
terminaux pétroliers
 du pays avec celui du 
Cap Lopez
. 
```

## Population

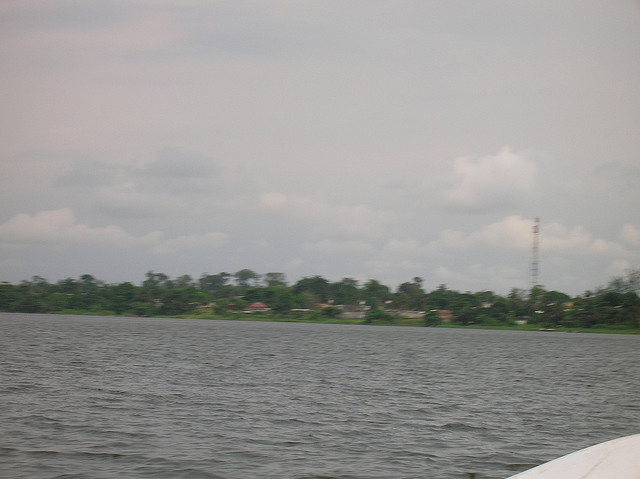
Une partie de Gamba vue de la lagune Ndougou

La ville compte à peu près une population de 8 000 habitants. Les Lumbus, population autochtone de la région, sont les plus nombreux et les Punus et les Fangs constituent une partie importante de la population.
La plupart des habitants vivent dans le cœur de la ville, divisé en cinq quartiers nommés « plaine » (plaine 1, 2, 3, 4 et 5). Mais au fil du temps, des secteurs sont apparus dans les plaines, notamment avec Camp-Sable, Bienvenu ou encore Cité Satom. Les cadres et responsables de Shell, eux, vivent à Yenzi, à une douzaine de kilomètres du cœur de la ville, près du terminal pétrolier et de l'aéroport Joachim Mahotes-Magouindi.

## Tourisme
Gamba attire des touristes du monde entier en raison de la remarquable biodiversité de sa flore et sa faune, de la proximité de Setté Cama et du complexe des Aires Protégées de Gamba. Du fait de l'enclavement de la ville, qui s'estompe avec 2 vols commerciaux par semaine et le goudronnage en cours après le latéritage après le bac de Mayonami, la vie y est très chère.
Mais l'accès à Tchibanga en 3 heures permet d'espérer un changement